# 车钟

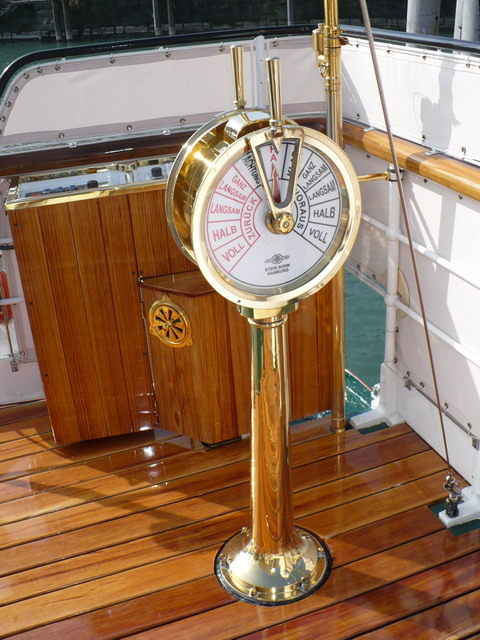
邮轮上使用的车鐘，舵令以德语標示

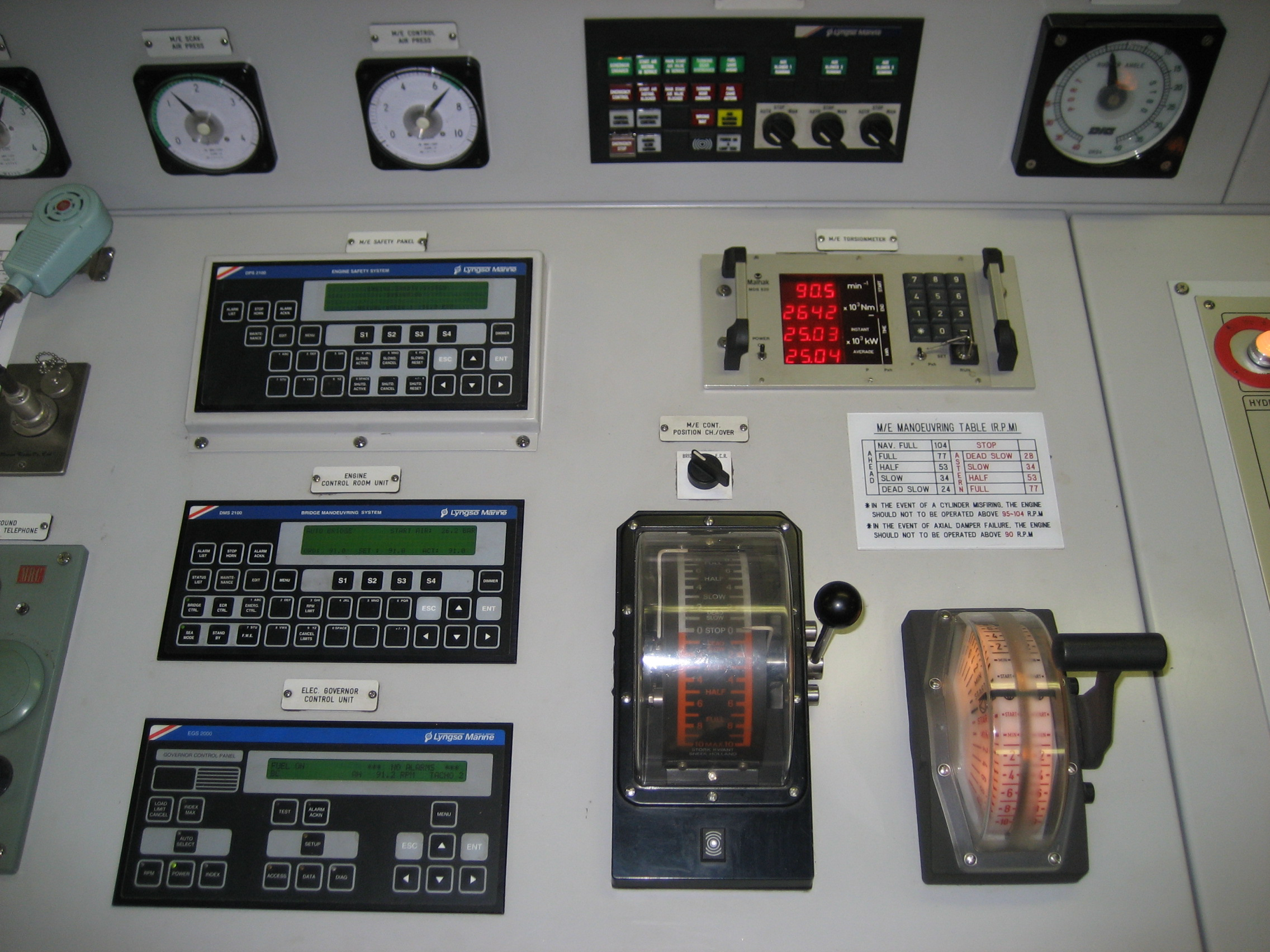
现代商船使用的遥控车钟

车鐘（英語：EOT, Engine order telegraph），又称传令鐘、機令鐘，是轮船和潜艇上，舰桥与轮机舱之间发出与接收船舶前进倒退指令的操纵设备。

## 构造与操作
由于船舶动力系统的改进以及吨位的大幅提升，从19世纪到20世纪中叶的船舶上，舰桥上的船员需要一种方式，简单有效得向轮机舱发出动力指令。当时缺乏成熟的无线电技术，便由此诞生了车鐘，其构造一般是一个直径约9英尺的金属圆柱，两侧标记有各种刻度，代表船舶前进与后退的不同速度。
圆柱的中心连接着一个扳手，舰桥上的船员用扳手来调节刻度，向轮机舱发出速度指令。与此同时位于轮机舱的车钟，会发出“叮”一声的提示，指针指向相应的刻度位置。轮机员看到后，将轮机舱车钟的扳手也扳到同样位置，舰桥上的船员随即也会收到“叮”一声的提示，代表轮机员收到指令。由此完成一套船舶速度命令的传达。

## 舵令和车钟令
| 英文 | 中文     | 备注                                                   |
| ---- | -------- | ------------------------------------------------------ |
|      | 不適用   | 前进五（仅美国使用），指在应急情况下以船舶最高航速前进 |
|      | 全速前进 | 前进四                                                 |
|      | 半速前进 | 前进三                                                 |
|      | 慢速前进 | 前进二                                                 |
|      | 微速前进 | 前进一                                                 |
|      | 备车     |                                                        |
|      | 停车     |                                                        |
|      | 完车     |                                                        |
|      | 微速后退 | 后退一                                                 |
|      | 慢速后退 | 后退二                                                 |
|      | 半速后退 | 后退三                                                 |
|      | 全速后退 | 后退四                                                 |
|      | 应急后退 | 1940年启用                                             |